# Associazione Calcio Venezia 1975-1976
Questa voce raccoglie le informazioni riguardanti l'Associazione Calcio Venezia nelle competizioni ufficiali della stagione 1975-1976.

## Rosa
| N. |                   | Ruolo | Calciatore                     |
| -- | ----------------- | ----- | ------------------------------ |
|    | Italia (bandiera) | A     | Paolo Aschettino               |
|    | Italia (bandiera) | D     | Pier Luigi Bassanese           |
|    | Italia (bandiera) | A     | Bruno Bianchi                  |
|    | Italia (bandiera) | D     | Gianfranco Bisiol              |
|    | Italia (bandiera) | C     | Luigi Camozzo                  |
|    | Italia (bandiera) | C     | Franco De Cecco                |
|    | Italia (bandiera) | C     | Walter De Vecchi               |
|    | Italia (bandiera) | P     | Ermenegildo Claudio Furlanetto |
|    | Italia (bandiera) | A     | Federico Fusco                 |
|    | Italia (bandiera) | D     | Oscar Lesca                    |

| N. |                   | Ruolo | Calciatore           |
| -- | ----------------- | ----- | -------------------- |
|    | Italia (bandiera) | C     | Giovanni Lorini      |
|    | Italia (bandiera) | C     | Marco Rossi          |
|    | Italia (bandiera) | C     | Vittorino Rossi      |
|    | Italia (bandiera) | D     | Sandro Santarello    |
|    | Italia (bandiera) | A     | Giovanni Sartori     |
|    | Italia (bandiera) | C     | Nello Scarpa         |
|    | Italia (bandiera) | P     | Eros Seda            |
|    | Italia (bandiera) | C     | Luigi Seno           |
|    | Italia (bandiera) | A     | Stefano Trevisanello |